# Коровай (присілок)
Корова́й (рос. Коровай) — присілок в Балезінському районі Удмуртії, Росія.

## Населення
Населення — 29 осіб (2010; 45 в 2002).
Національний склад станом на 2002 рік:
- удмурти — 93 %